# Aldina
Aldina je žensko osebno ime.

## Izvor imena
Aldina je različica ženskega imena Alda.

## Pogostost imena
Po podatkih Statističnega urada Republike Slovenije je bilo na dan 31. decembra 2007 v Sloveniji število ženskih oseb z imenom Aldina: 61.

## Osebni praznik
Osebe z imenom Aldina lahko godujejo takrat kot osebe z imenom Alda.